# Folsomia setula
Folsomia setula är en urinsektsart som beskrevs av Christiansen och Bellinger 1980. Folsomia setula ingår i släktet Folsomia och familjen Isotomidae. Inga underarter finns listade i Catalogue of Life.